# Куршевель
Куршевель (фр. Courchevel) — один з найпрестижніших гірськолижних курортів світу, що розташований у Французьких Альпах, вражає вибором трас і непідготовлених цілинних спусків. Його виключно вдале «планування» дає змогу щоразу спускатися по нових схилах, жодного разу не повторивши маршрут навіть за час найдовшої відпустки. А найвизначнішою рисою курорту для новачків є широкі і гладкі, як більярдний стіл, «зелені» та «сині» траси.
Підйомники відкриті з початку грудня до кінця квітня. Альпійські села долини Куршевель розташовані на п'яти рівнях: Сен-Бон (Saint-Bon) — 1300 м, Ле-Праз (Le Praz), Куршевель — 1550, Куршевель — 1650 і Куршевель — 1850 м.

## Історія
Заснований 1946 року. 1992 року в Куршевелі проходила частина змагань XVI зимових Олімпійських ігор.

## Траси Куршевеля
Початківцям найкраще ставати на лижі в районах катання Пралон (Pralong) і Белькот (Bellecote): там довгі та м'які траси. Під підйомником Jardin Alpin є безліч «зелених» і «синіх» трас.
Для гірськолижників середнього рівня найкраще підходять траси в районі Ла-Візель (La Vizelle), особливо гарні «червоні» траси Кре (Creux) і Мармот (Marmottes). Дуже гарний спуск Бук-Бланк (Bouc Blanc), що проходить через ліс і закінчується в Ла-Танья. Нескладні спуски Pyramide і Grandes Bousses класифікуються як «чорні», але фактично це «червоні» траси підвищеної складності.
Круті «професійні» траси спускаються від станції (Saulire, 2738 м) — район Коль-дю-Пас-дю-Лак (Col du Pas du Lac), складні ділянки є в зонах катання Гран-Кулу (Grand Couloir) і Лез- Аваль (Les Avals). Від станції Col de la Loze (Коль-де-ла-Лоз, 2274 м) вниз до рівня 1300 м ведуть дві «чорні» траси завдовжки близько 1,5 км.
Схили в районі Куршевеля-1300 (Ле-праз) знаходяться в лісі — по них добре кататися в погану погоду.
Окрім того, на курорті є один халф-пайп, один сноупарк, понад 500 снігових гармат і 65 підйомників; найдовша траса Куршевеля досягає 3,9 км — словом, можливостей для катання тут «позаочі».

## Розваги, екскурсії та визначні пам'ятки
Розкішний спорткомплекс (Куршевель-1850), де проводяться хокейні матчі, виступають знамениті спортсмени та фігуристи. Спортивний комплекс, ковзанка, сквош, боулінг, фітнес-центр, скелелазіння, картинг на льоду.
Тут є затишні ресторанчики з живою музикою, нічні дискотеки, концертний зал, кінотеатр, боулінг, більярд, дискотеки, художні галереї, виставки, а ще — катання на собачих упряжках, снігоходах, сноу-байках.

## Тобогган
Рідкість для Франції — відмінна траса для тобоггана довжиною 2 км і перепадом висот 300 м (15 % нахилу). Знайти трасу, на якій, до речі, може покататися кожен охочий, легко у Tovets, район селища Куршевель-1850. Або на гондольному підйомнику Grangettes з Куршевеля-1550.

## Галерея

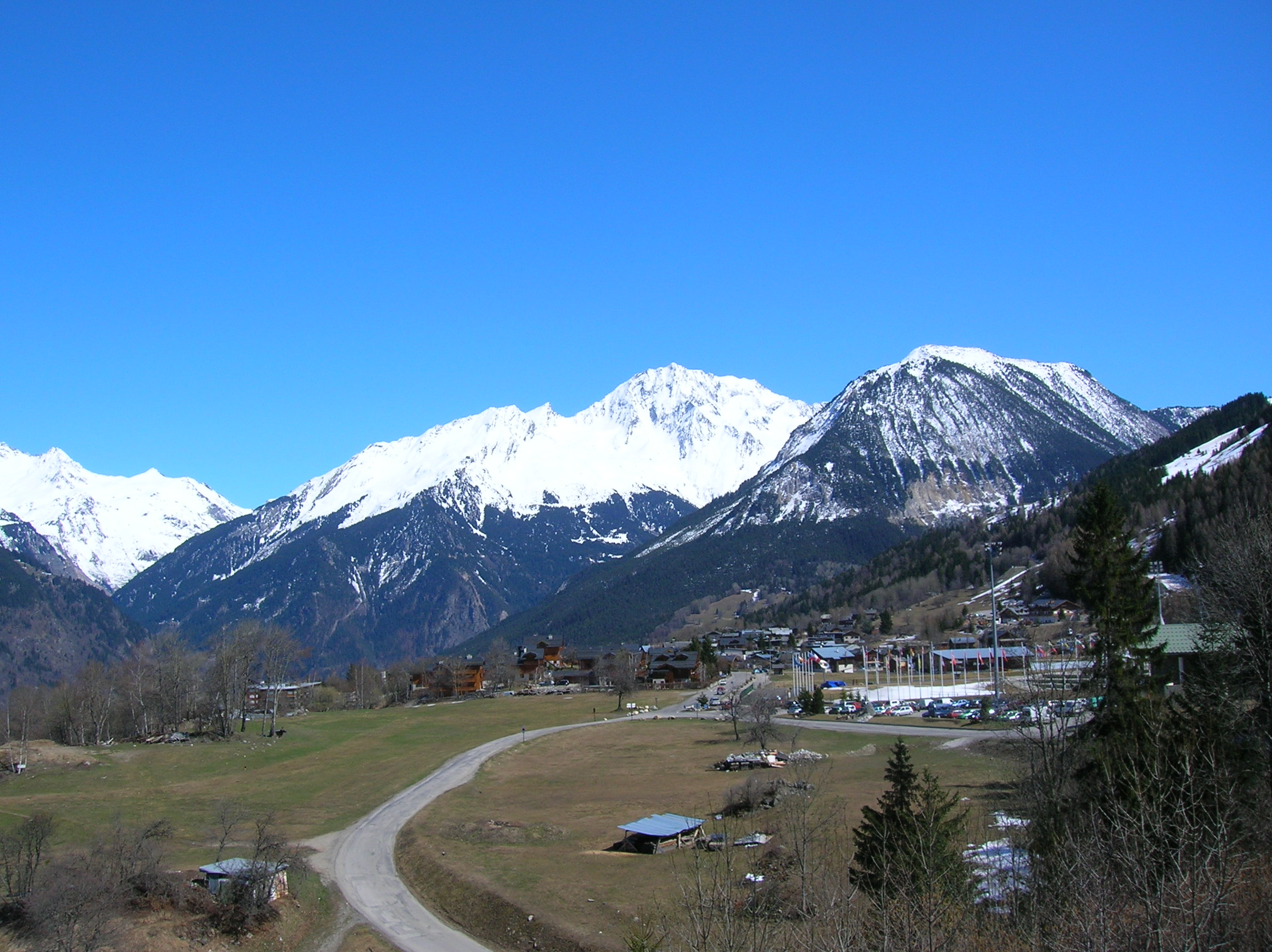
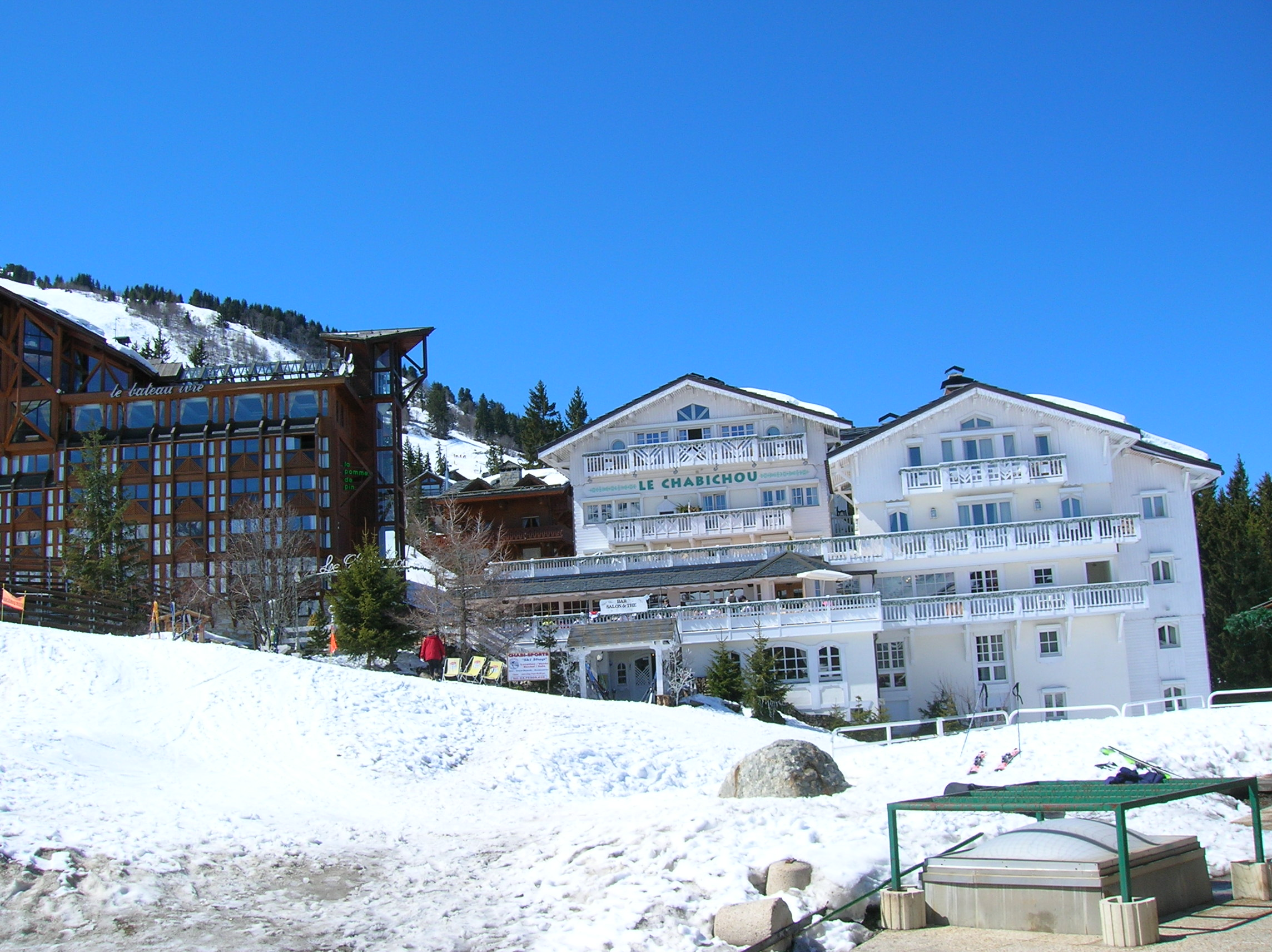
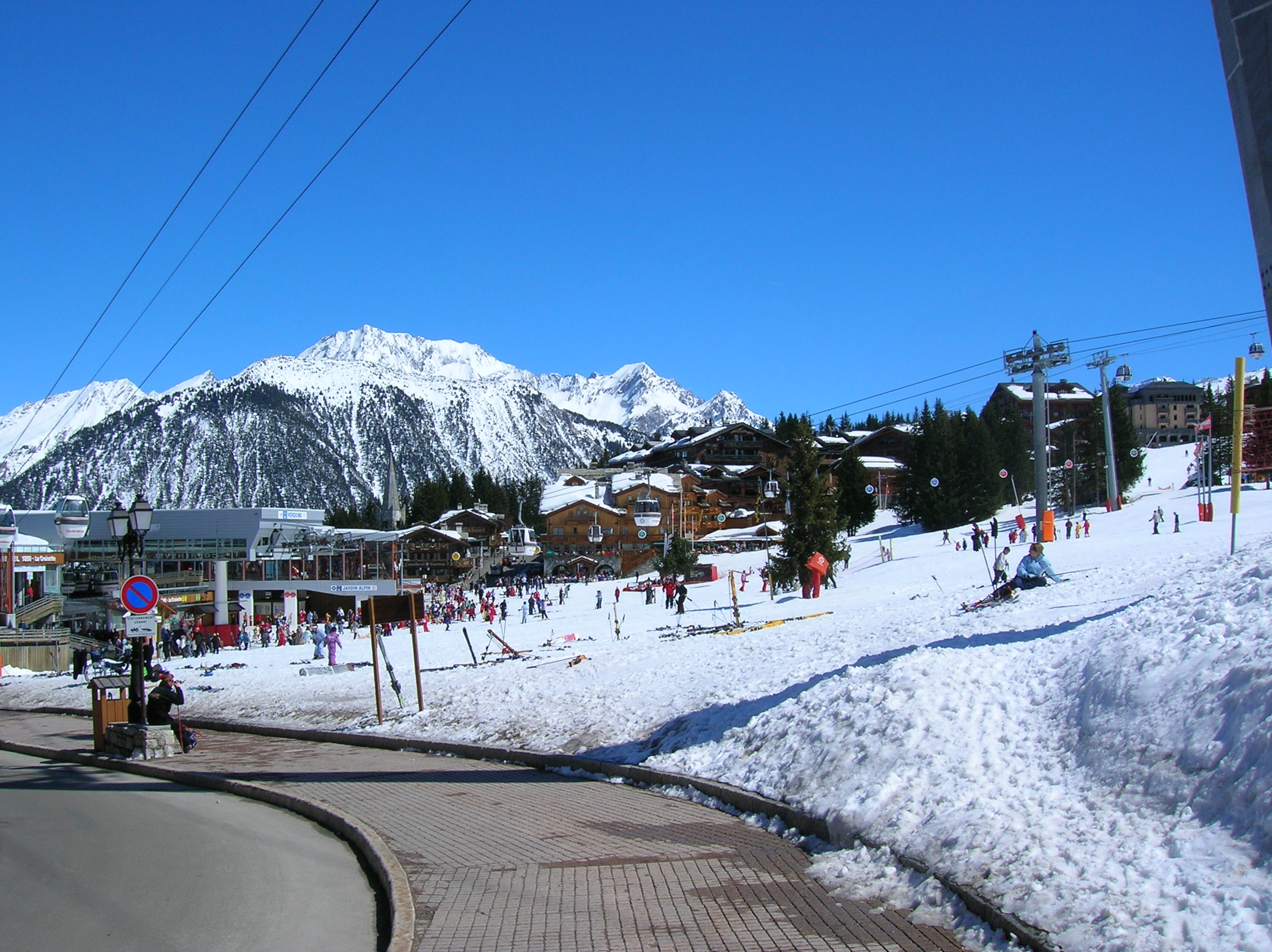
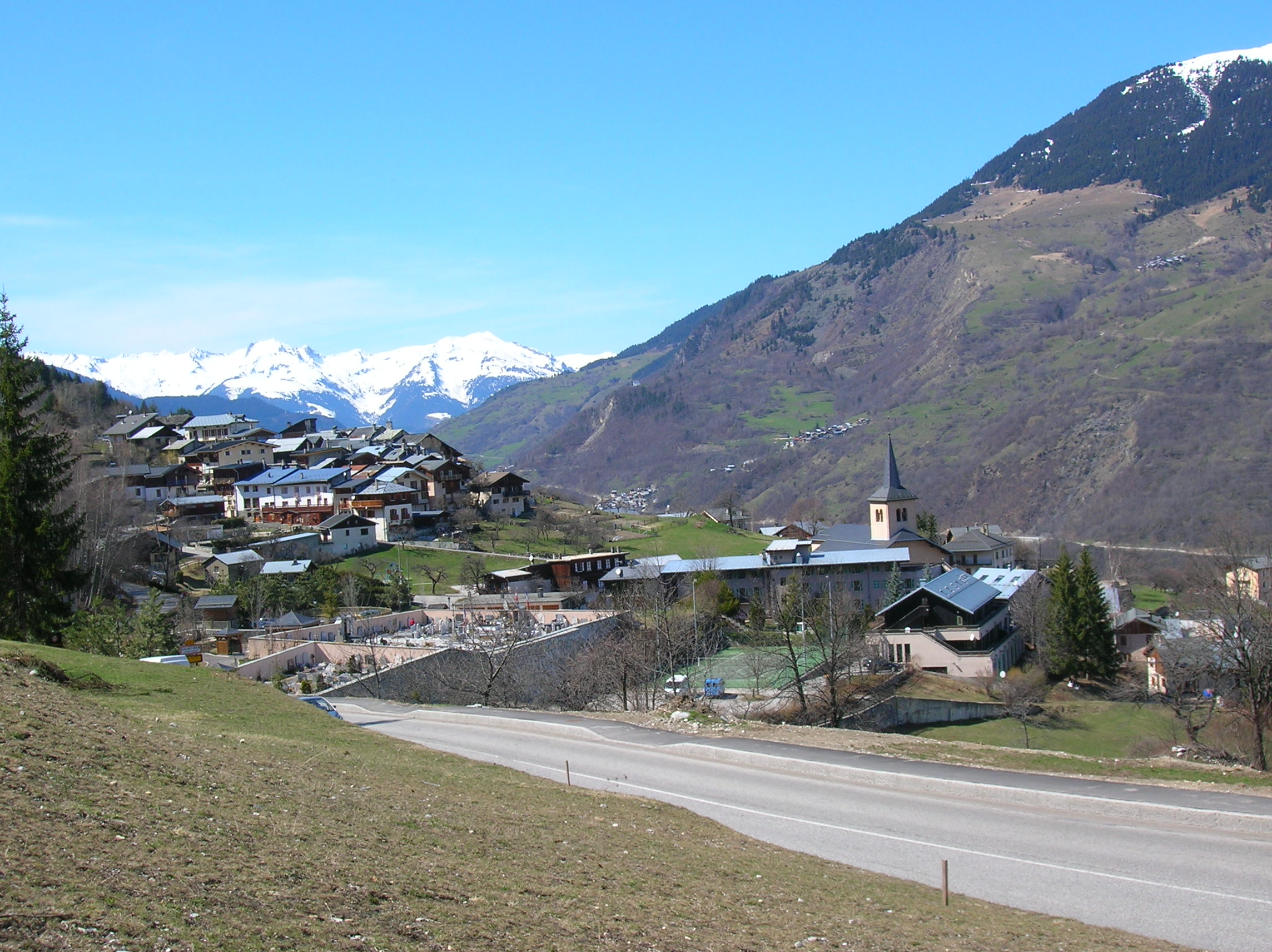
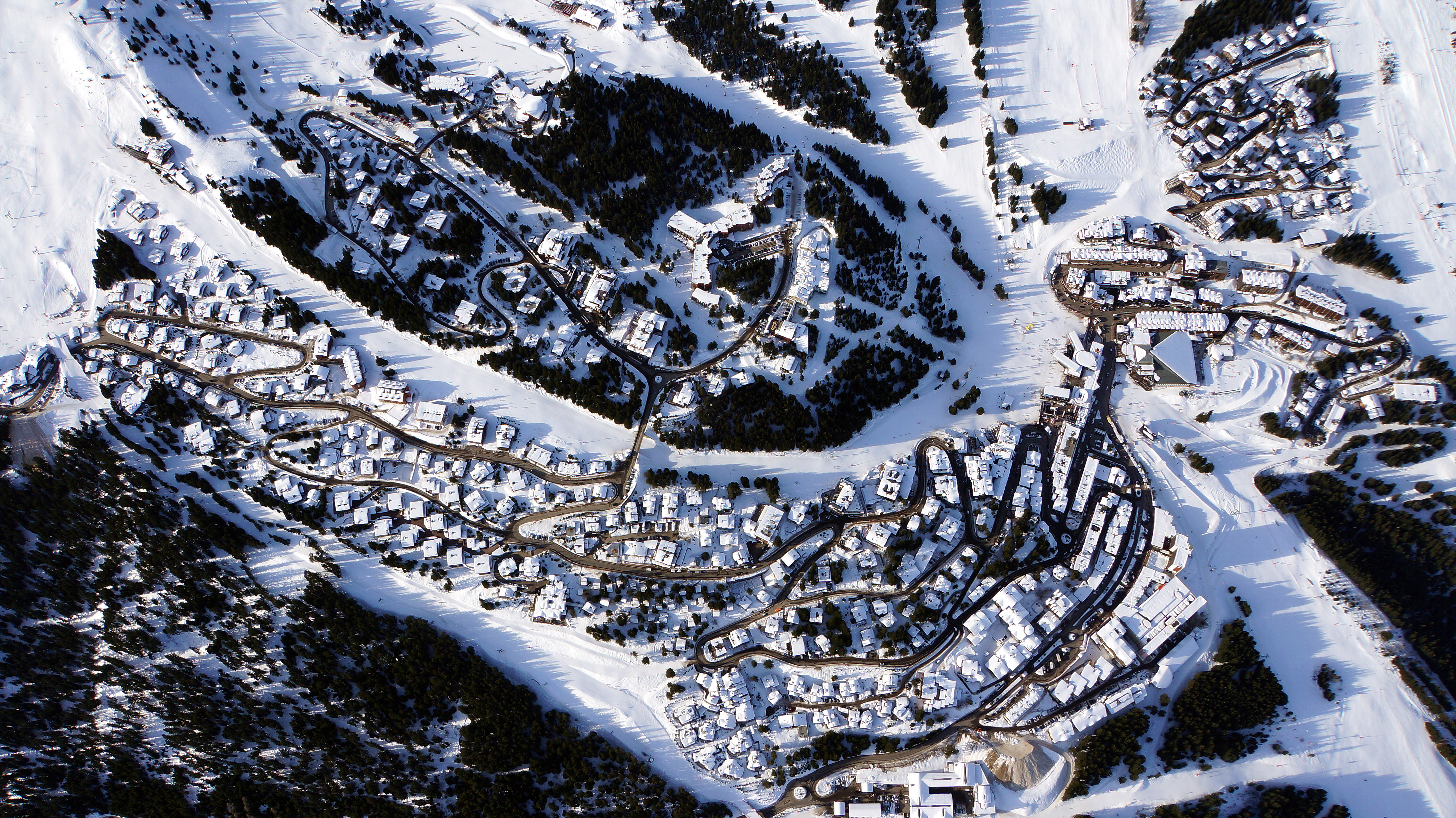
Куршевель-1850

## Пожежа у Куршевелі
20 січня 2018 року, близько 04:30 за паризьким часом, спалахнула пожежа на двох поверхах будівлі, де проживали близько 60 сезонних працівників, в тому числі іноземних громадян. Деякі в стані шоку намагалися вибратися з палаючої будівлі самостійно, стрибаючи з балконів. Під час пожежі двоє людей загинули, 22 постраждали. Рятувальні підрозділи, які прибули на місце події, евакуювали всіх, хто перебував у будівлі. Вогонь гасили понад 70 вогнеборців.